# Кёртис, Эдвард
Э́двард Шери́фф Кёртис (англ. Edward Sheriff Curtis; 16 февраля 1868, близ г. Уайтуотер, Висконсин, США — 19 октября 1952) — американский фотограф. Уникальная коллекция фотографий Дикого Запада и индейцев, созданная Кёртисом, насчитывает несколько тысяч изображений. Большая часть изображений приобретена Библиотекой Конгресса США, часть находится в частных собраниях.

## Молодость
Отец Кёртиса был священником и ветераном Гражданской войны в США, а родители матери происходили из Англии.
Около 1874 г. семья переехала из Висконсина в Миннесоту, где Кёртис сам изготовил собственный фотоаппарат. В 1880 г. семья переехала вновь, на этот раз в г. Кордова в штате Миннесота, где отец работал продавцом зелени.
В 1885 году в возрасте 17 лет Кёртис стал подмастерьем фотографа в г. Сент-Пол в штате Миннесота. В 1887 году семья переехала в Сиэтл, где Эдвард купил новый фотоаппарат и стал партнёром существующей фотостудии Расмуса Роути (Rasmus Rothi), уплатив за 50 % долю в предприятии 150 долларов. Примерно через полгода Кёртис расстался с Роути и заключил партнёрство с Томасом Гаптилом (Thomas Guptill).
В 1892 г. Эдвард женился на Кларе Дж. Филлипс (1874—1932), уроженке штата Пенсильвания. Её родители были выходцами из Канады. В браке родилось четверо детей: Гарольд (1893-?), Элизабет (1896—1973), Флоренс (1899—1987) и Кэтрин (1909-?).

## Кёртис фотографирует индейцев

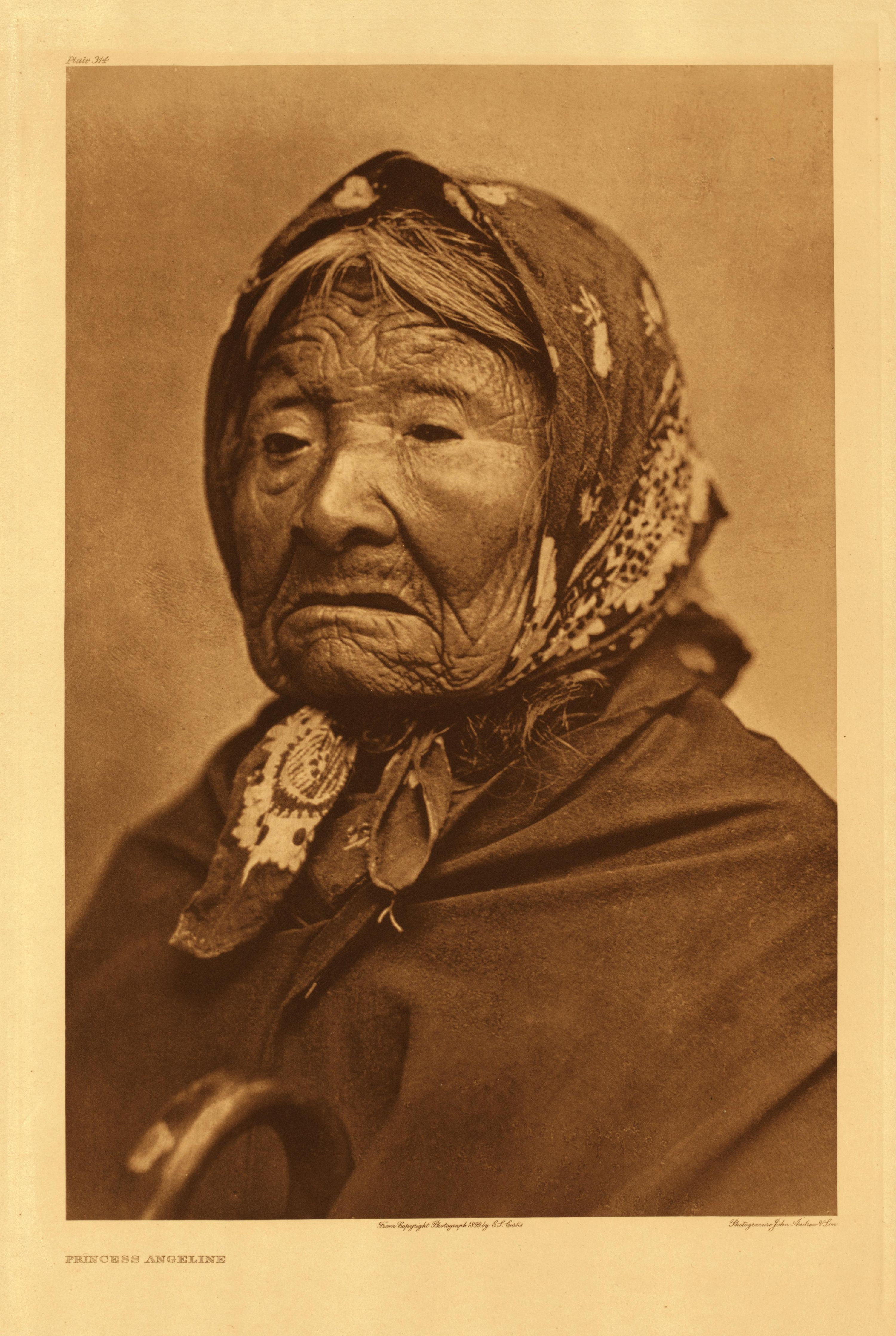
Принцесса Анджелина, дочь Вождя Сиэтла. 1896

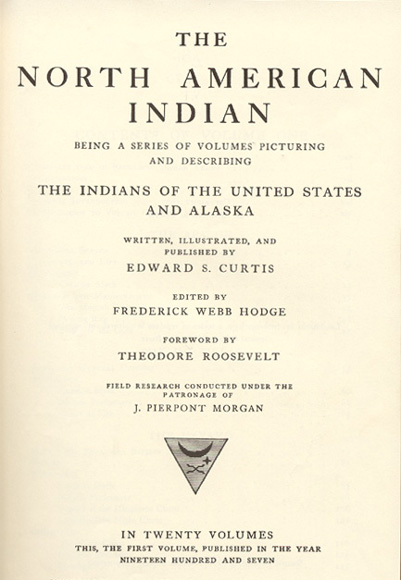
Титульный лист альбома Кёртиса, 1907 г.

В 1895 г. Кёртис сфотографировал Кикисомло (около 1800—1896), дочь Вождя Сиэтла, более известную среди горожан Сиэтла под прозвищем Принцесса Анджелина. Это была первая из его фотографий на индейскую тематику. В 1898, фотографируя гору Рейнир, Кёртис встретил группу исследователей, одним из которых был известный натуралист и индеанист Джордж Бёрд Гриннелл. Гриннелл заинтересовался фотографиями Кёртиса и пригласил его присоединиться к экспедиции, чтобы фотографировать племя пикани в Монтане в 1900 году.
В 1906 г. Джон Пирпонт Морган предложил Кёртису 75 000 долларов с тем, чтобы тот создал серию портретов североамериканских индейцев. Планировалось подготовить 20-томное издание, содержащее порядка 1500 фотографий. В возмещение своих затрат Морган должен был получить 25 комплектов и 500 оригинальных фотографий. Всего было опубликовано 222 комплекта. Цель Кёртиса, как он писал в предисловии к 1-му тому, состояла не только в том, чтобы сделать фотографии, но чтобы задокументировать насколько возможно полно повседневную жизнь американских индейцев, пока она не исчезла.
Кёртис сделал свыше 40 000 фотографий в более чем 80 племенах. Помимо фотографий, Кёртис записал образцы индейской речи и музыки на более чем 10 000 восковых цилиндров, собирал местные легенды и предания, описывал в своих записках традиционную пищу индейцев, их жилища, одежду, досуг и погребальные обряды. Он также составил биографические очерки племенных вождей, и его материал во многих случаях является единственным письменным источником по истории соответствующего племени до начала XX века.

## Развод
16 октября 1916 г. супруга Кёртиса, Клара, подала иск о разводе, который был удовлетворён в 1919 году. Согласно решению суда, Клара получила фотостудию Кёртиса и все оригиналы его негативов в качестве частичного возмещения её иска. Тогда Эдвард Кёртис вместе с дочерью Бет отправился в студию и уничтожил все стеклянные негативы, не желая, чтобы они достались его бывшей жене. В дальнейшем Клара управляла студией Кёртиса вместе со своей сестрой Мелли Филлипс (1880-?).

## Голливуд
Около 1922 года Кёртис переехал в Лос-Анджелес вместе с дочерью Бет, где основал новую фотостудию. Чтобы заработать денег, он работал ассистентом кинооператора Сесиля де Милля, участвовал в съёмках фильма 1923 года «Десять заповедей». 16 октября 1924 года Кёртис продал права на свой этнографический фильм «В стране охотников за головами» Американскому музею естественной истории за 1500 долларов, хотя съёмки фильма обошлись ему в 20 000 долларов.

## Упадок
В 1927 году, вернувшись в Сиэтл из путешествия по Аляске вместе с дочерью Бет, Кёртис был арестован за невыплату алиментов за прошедшие 7 лет. Общая сумма долга составляла 4500 долларов США, однако со временем сумма требований была снижена. Рождество 1927 г. впервые после развода вся семья — Кёртис, бывшая жена и все дети — провела вместе в доме дочери Флоренс в г. Медфорд, штат Орегон.
В 1928 г., нуждаясь в деньгах, Кёртис продал все права на свой проект Моргану-младшему. В 1930 г. он опубликовал завершающий том серии альбомов The North American Indian. В целом было продано 280 полных комплектов альбома.
В 1932 г. его бывшая жена Клара, которая до конца дней продолжала управлять фотоателье, утонула во время плавания на лодке в заливе Пьюджет-Саунд, а дочь Кэтрин переехала в Калифорнию, чтобы жить поближе к своему отцу и сестре Бет.

## Утрата прав на альбомThe North American Indian
В 1935 г. права на альбом и оставшиеся неопубликованными материалы были проданы домом Морганов компании Чарлза Лориата (Charles E. Lauriat Company) в Бостоне за сумму в 1000 долларов плюс проценты от будущих продаж. В сумму продажи входили 19 переплетённых комплектов альбома The North American Indian, тысячи отпечатков фотографий, несшитые отпечатанные страницы и оригинальные стеклянные негативы. В свою очередь, Лориат переплёл оставшиеся неопубликованными страницы и продал их вместе с комплектами альбомов. Прочие материалы оставались нетронутыми в доме Лориата, где и были случайно обнаружены в 1972 году.
19 октября 1952 года, в возрасте 84 лет, Кёртис умер от сердечного приступа в доме своей дочери Бет и был похоронен на мемориальном кладбище на Голливудских холмах.

## Спорные вопросы
Кёртис нередко получал восторженные отзывы за мастерство своих фотографий, но в то же время и подвергался критике со стороны профессиональных этнологов за манипуляцию со своими изображениями или их объектами. Критика состояла в том, что фотографии Кёртиса искажали представление об американских индейцах в духе популярных стереотипов того времени. Хотя конец XIX — начало XX века были наиболее трагическим периодом в истории индейцев, когда проигранные войны против белых, болезни и ряд других причин поставили многие племена на грань исчезновения, в то же время многие индейцы успешно адаптировались к белой культуре. Кёртис же стремился исключить какие-либо следы белой культуры на своих фотографиях индейцев.
Так, на многих фотографиях Кёртис заретушировал такие «неиндейские» предметы, как зонтики, подтяжки, повозки и другие следы западной материальной культуры. К примеру, на фотографии «В доме Пьегана», опубликованной в альбоме The North American Indian, Кёртис заретушировал часы на полу между индейским вождём и его сыном.
Также известно, что Кёртис платил индейцам за позирование перед фотоаппаратом, причём позирующие иногда должны были надевать исторически неверные костюмы, танцевать или принимать участие в инсценированных церемониях. Например, на фотографии Кёртиса «Индейцы оглала едут на войну» изображены 10 индейцев племени оглала в головных уборах из перьев, едущих на конях вниз по холму. На деле лишь вожди племенных групп индейцев сиу (в том числе оглала) надевали головные уборы с перьями, и то лишь по особым случаям. Фотография была снята в 1907 году, когда индейцы были переселены в резервации и межплеменные войны давно закончились. Кёртис платил индейцам за позирование в качестве воинов в то время, когда у них было слишком мало прав, свобод и личного достоинства.
Несмотря на указанные выше недостатки, многие историки США ценят вклад Кёртиса в сохранение остатков исчезающей индейской культуры.

## Галерея изображений

Индейцы на фотографиях Эдварда Кёртиса
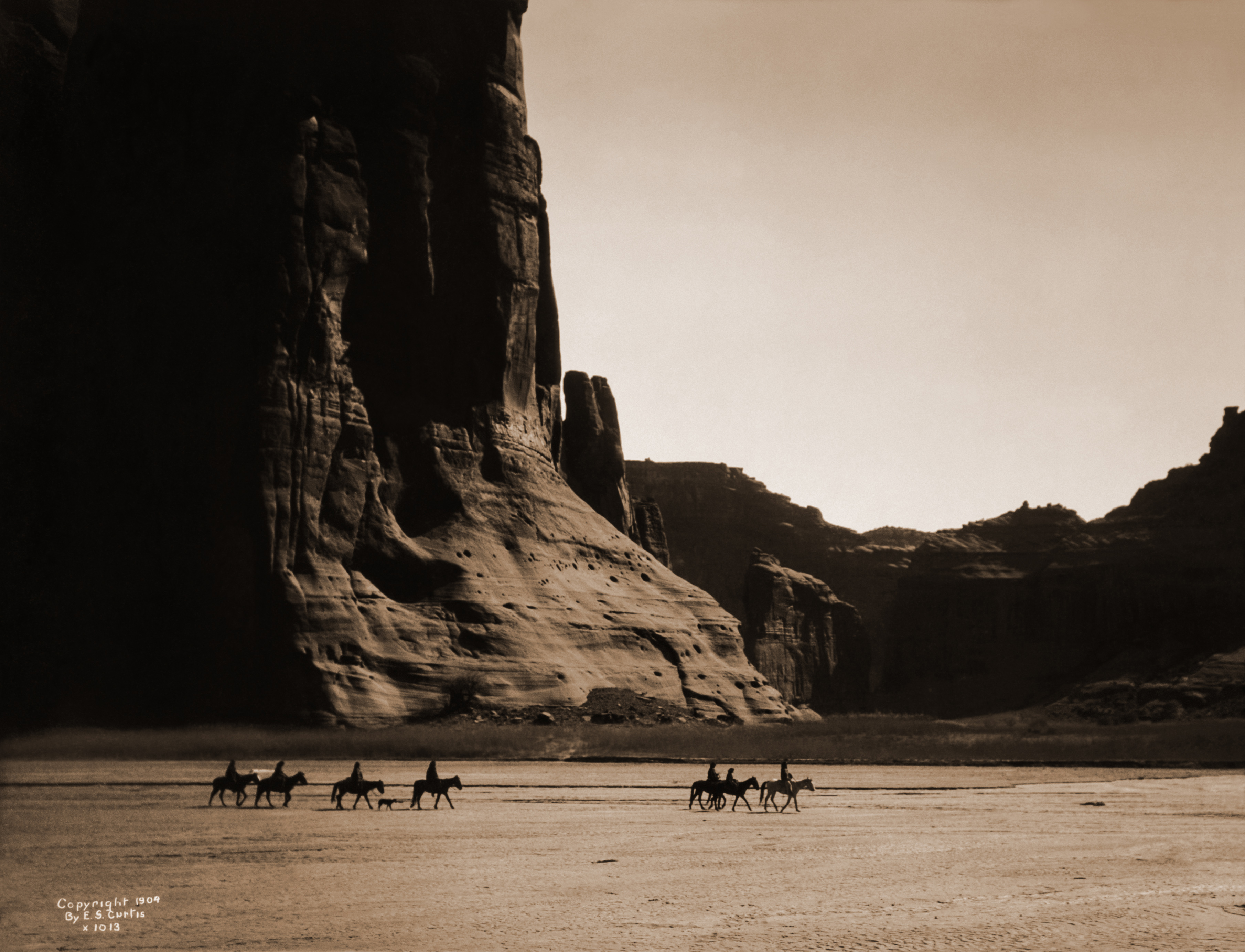
Каньон Де Шейи. Семь всадников из племени навахо. 1904
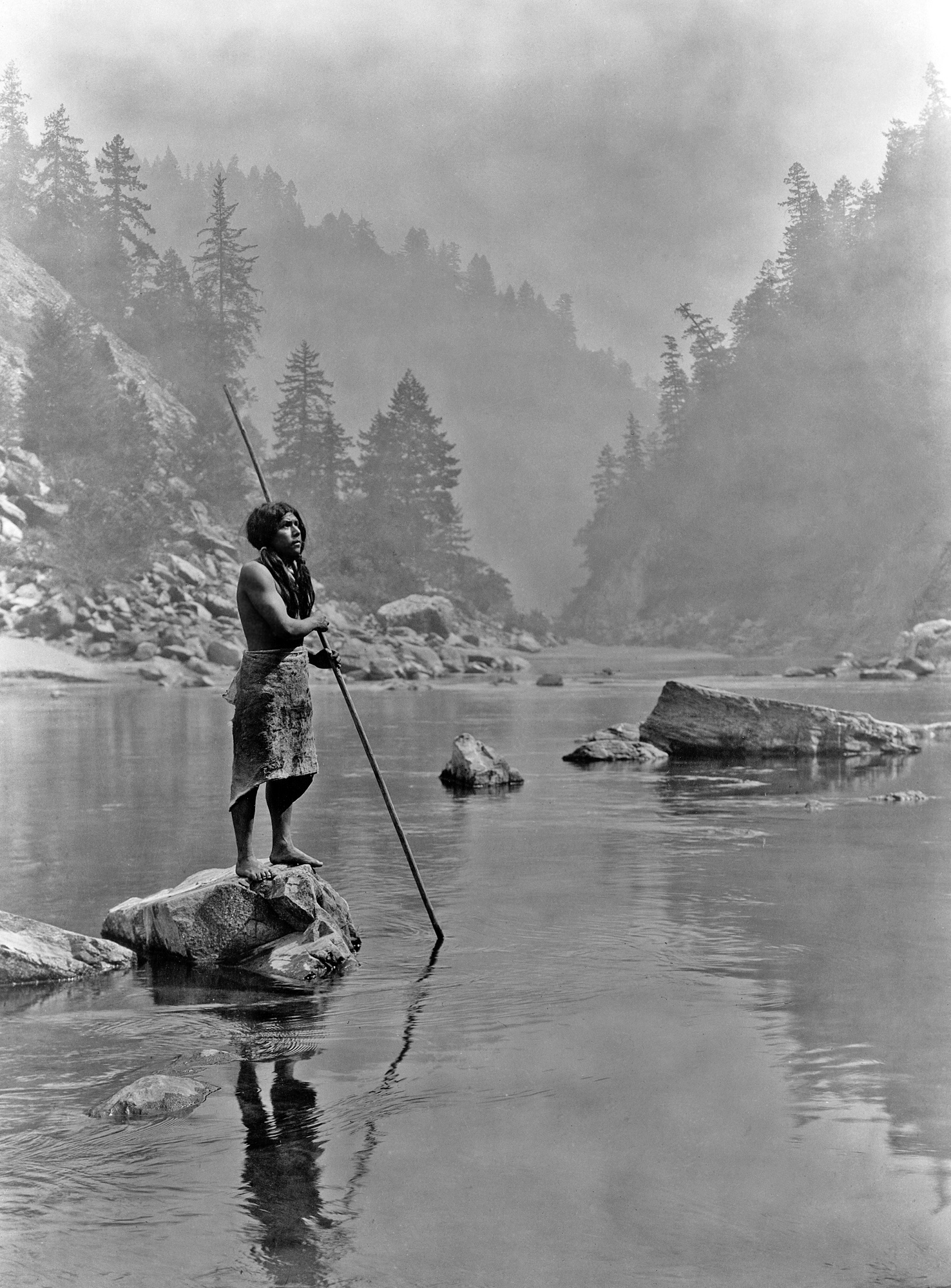
Туманное утро на Шугар-Бол. Индеец из племени хупа, около 1923.
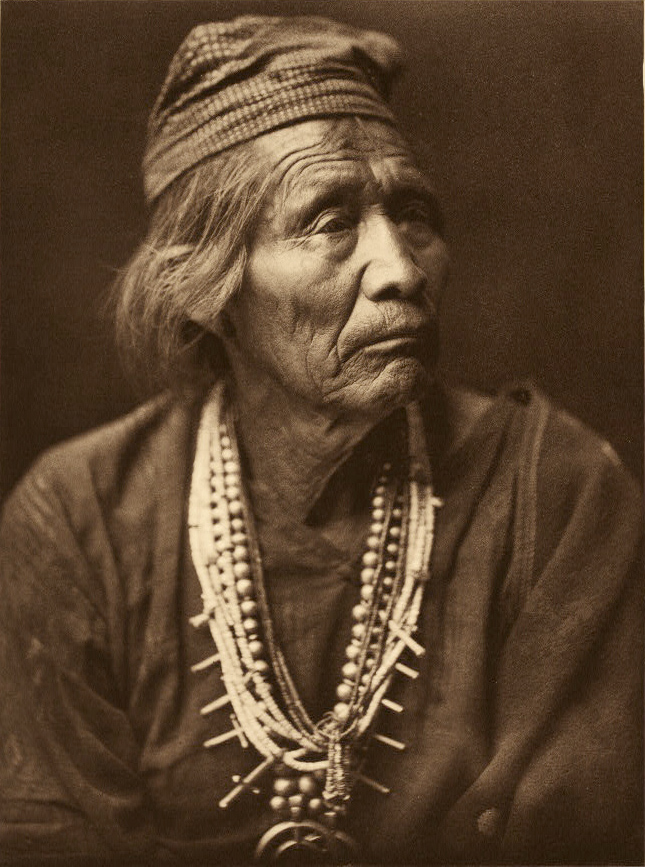
Знахарь из племени навахо по имени Nesjaja Hatali, около 1907.
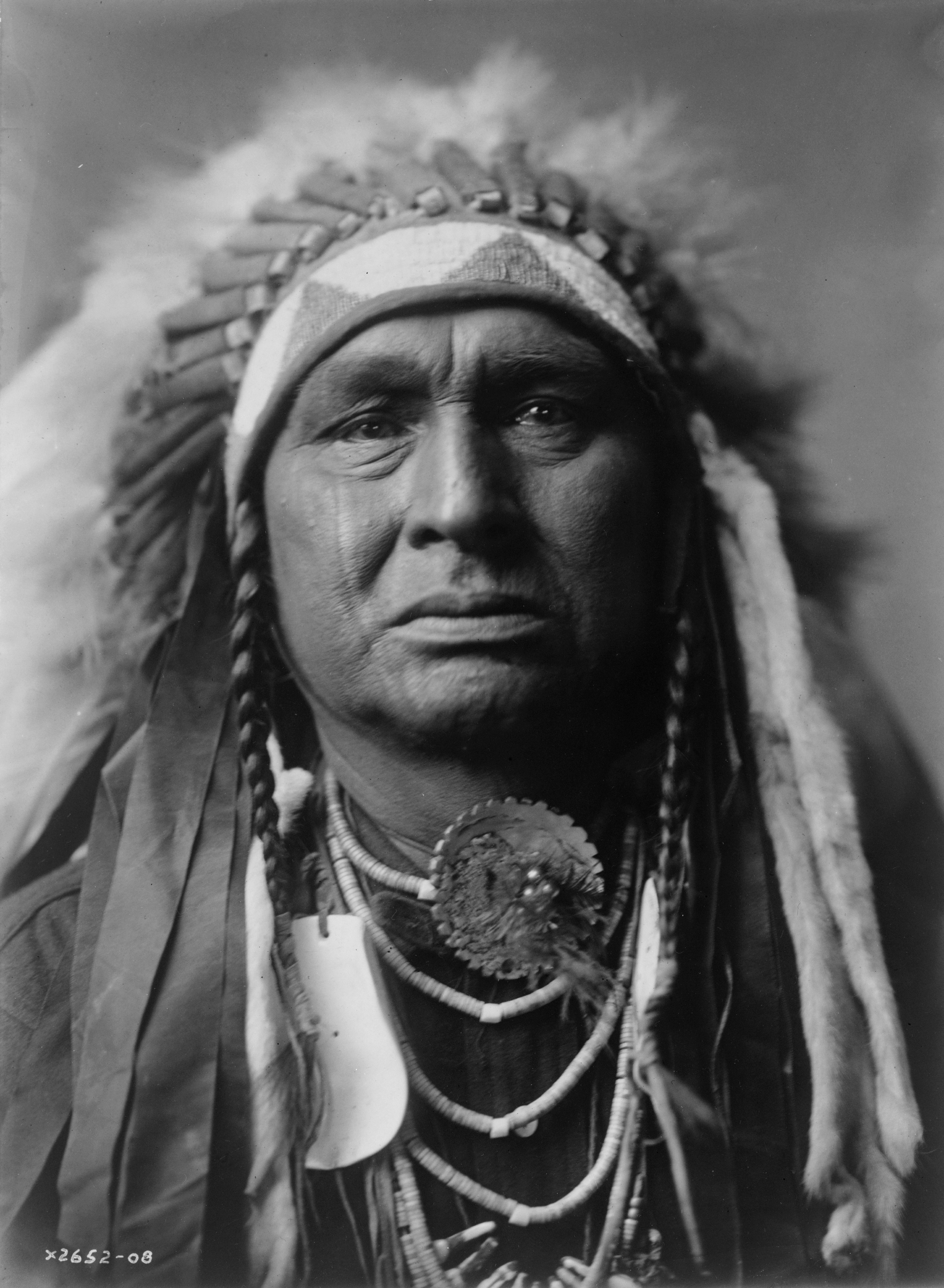
Белый Человек Гонит Его, около 1908. Разведчик из племени кроу в экспедиции генерала Дж. Кастера 1876 г. против лакота и северных шайеннов, закончившейся битвой у Литтл-Бигхорна.
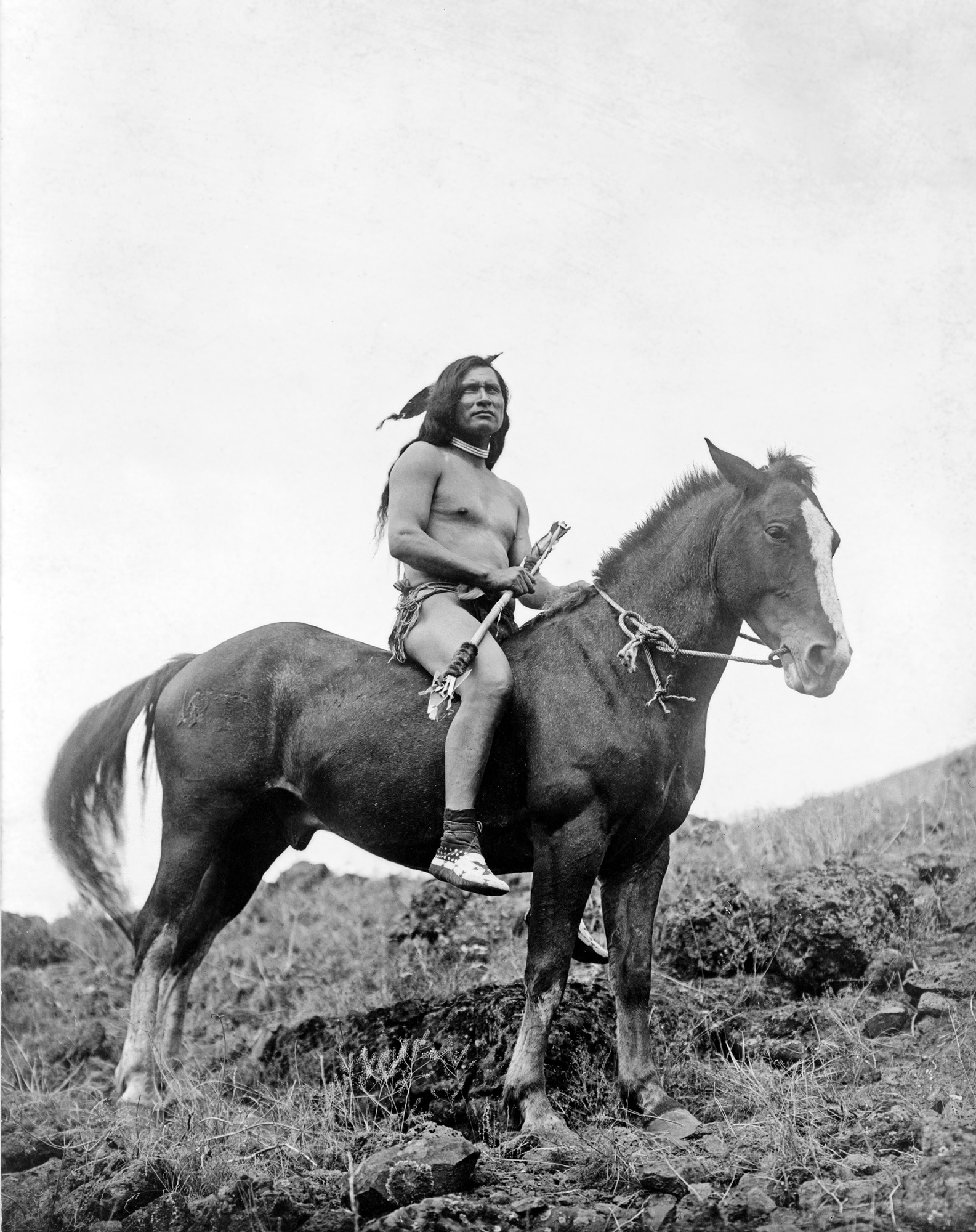
Воин из племени не-персе в набедренной повязке и мокасинах верхом на коне, около 1910.
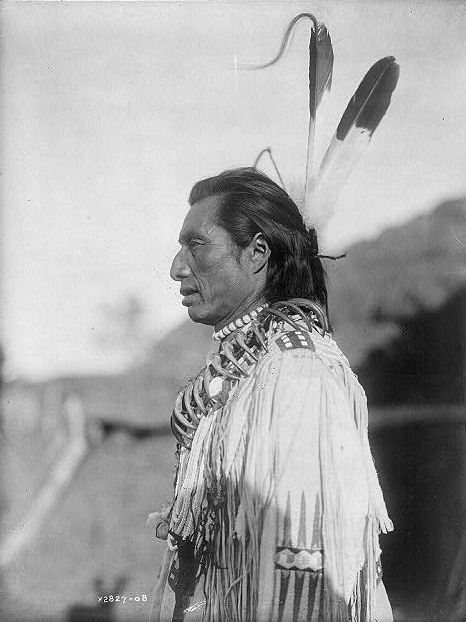
Сердце Вороны, индеец из племени манданов, около 1908
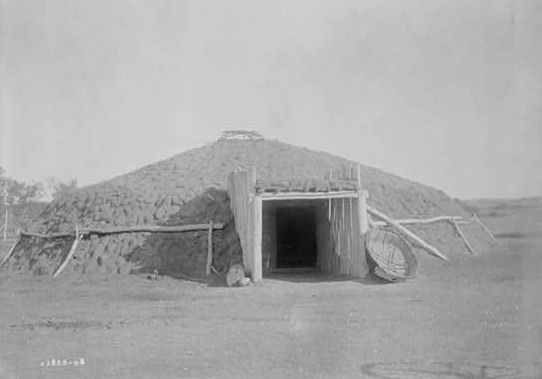
Жилище манданов, Северная Дакота, около 1908.
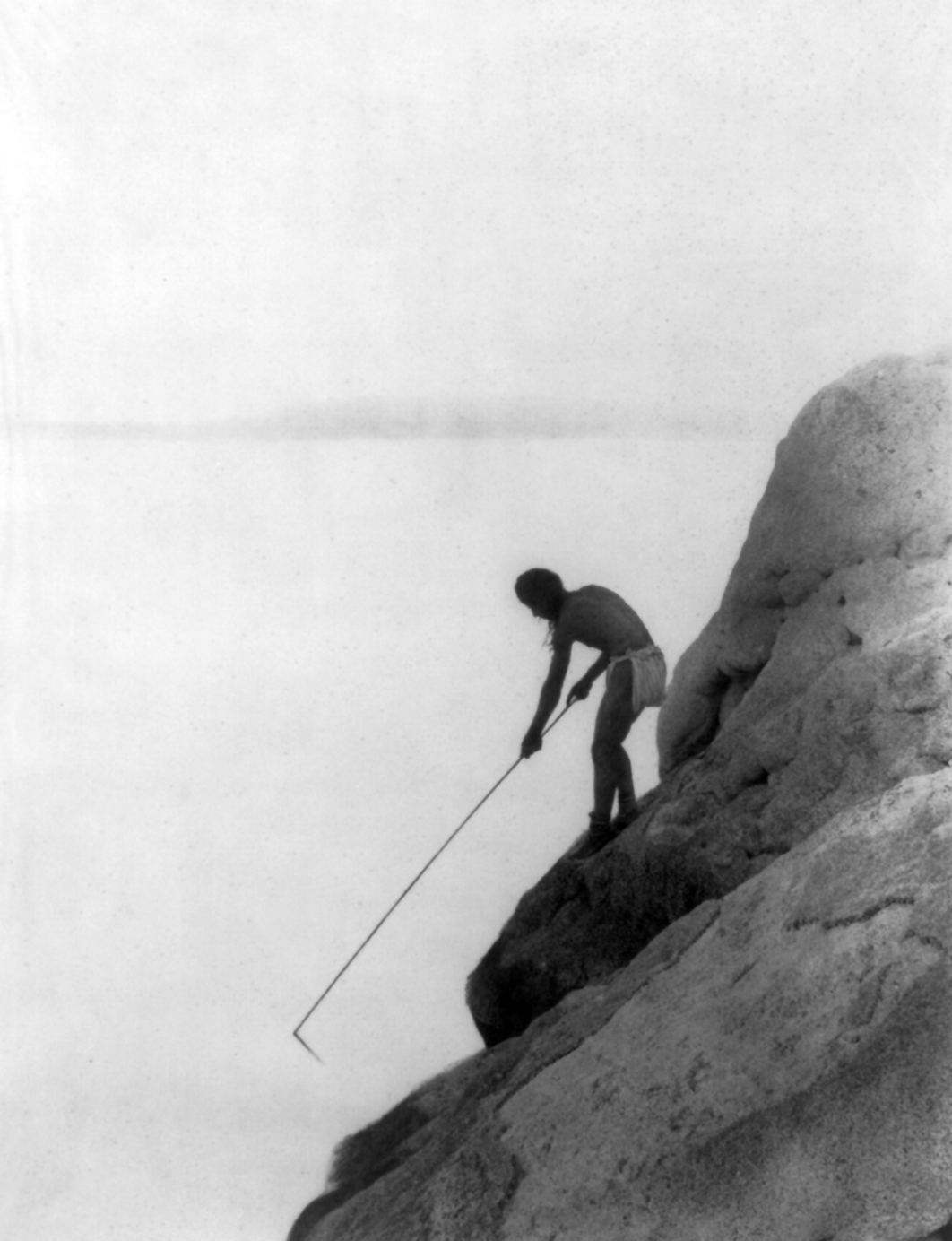
Рыболов из племени павиотсо (пайютов, около 1924
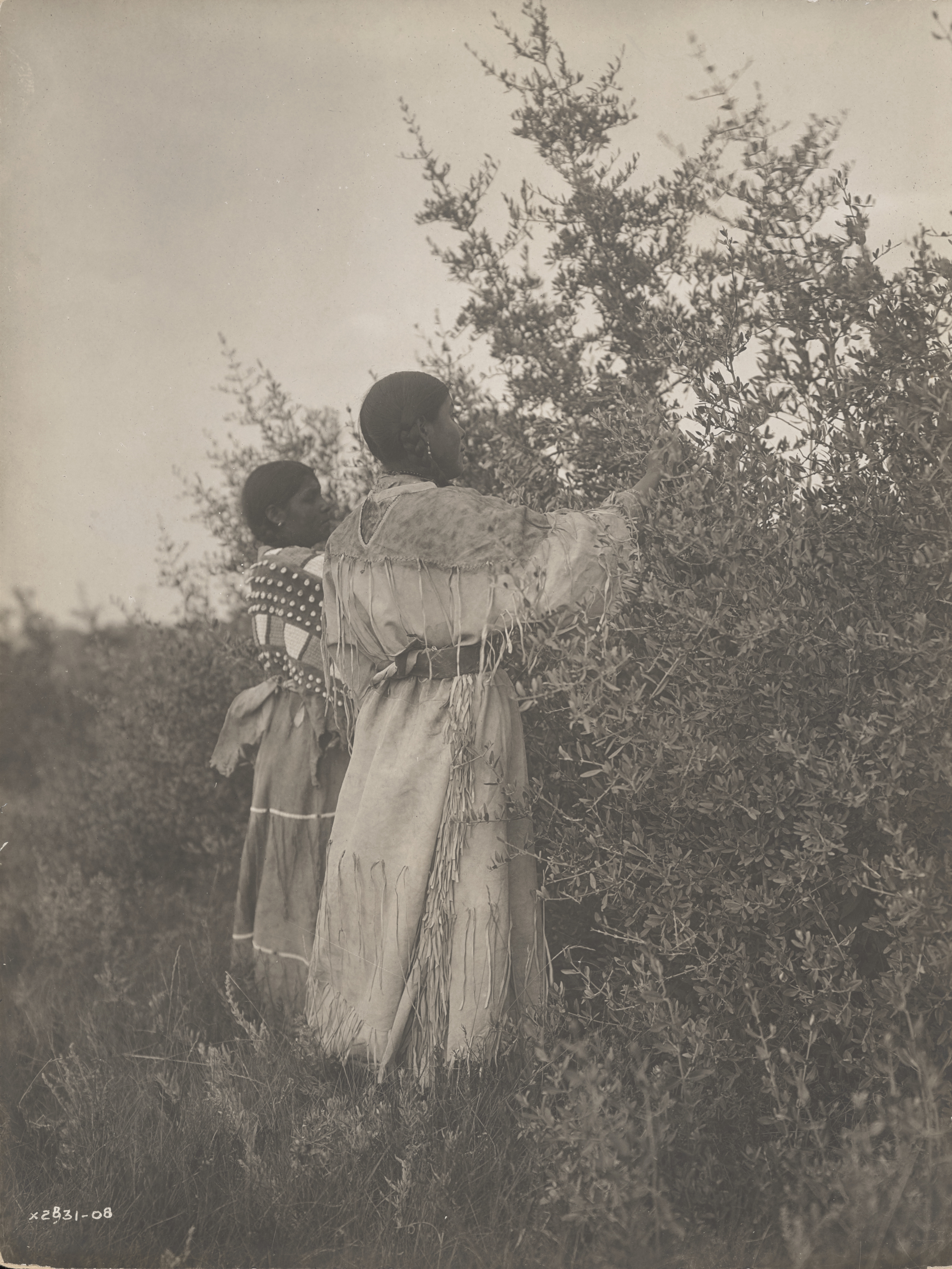
Девушки из племени манданов собирают ягоды, около 1908
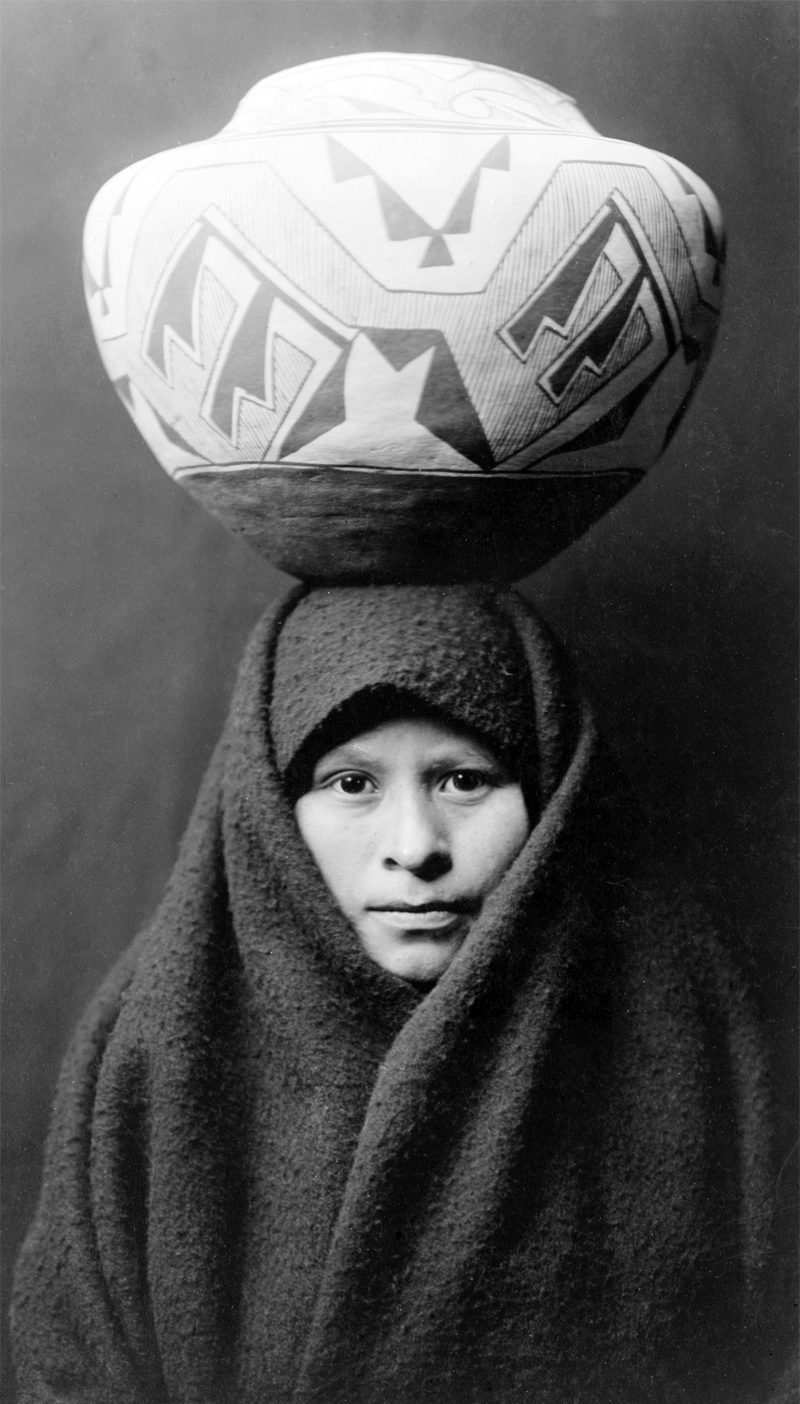
Девушка из племени зуни с кувшином, около 1903.
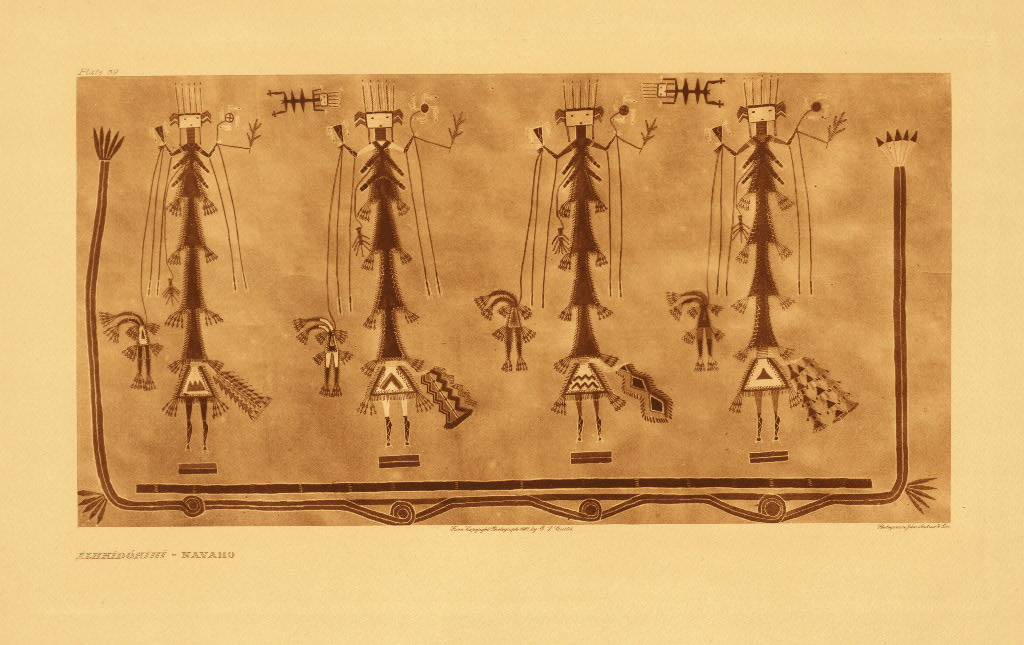
Рисунок на песке, выполнен мастером из племени навахо, около 1907. Как писал Кёртис, это был "один из четырёх искусных рисунков на песке, изображённых на алтаре для 9-дневной церемонии"
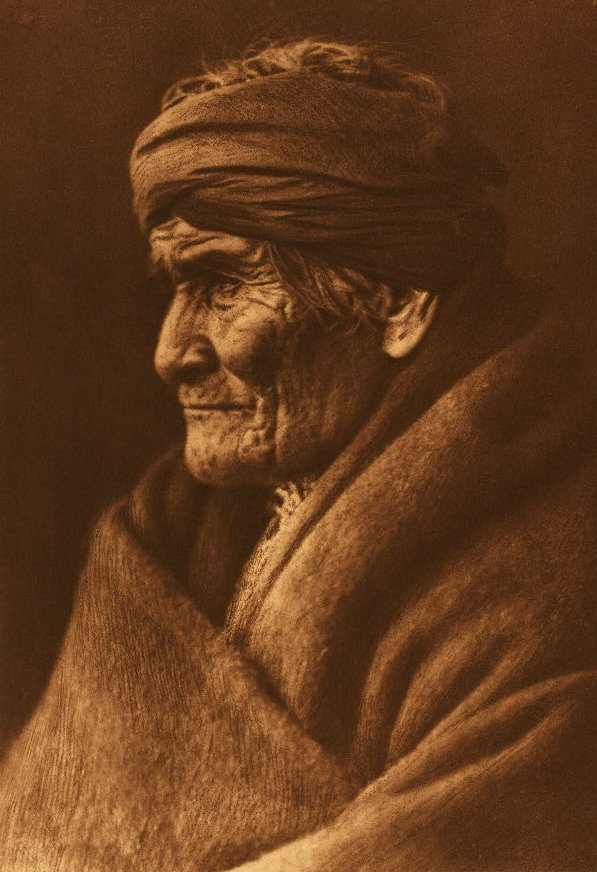
Джеронимо из племени апачей, март 1905). Снимок 76-летнего Джеронимо выполнен за день до инаугурации президента Т. Рузвельта, куда был приглашён Джеронимо вместе с группой других индейских вождей.
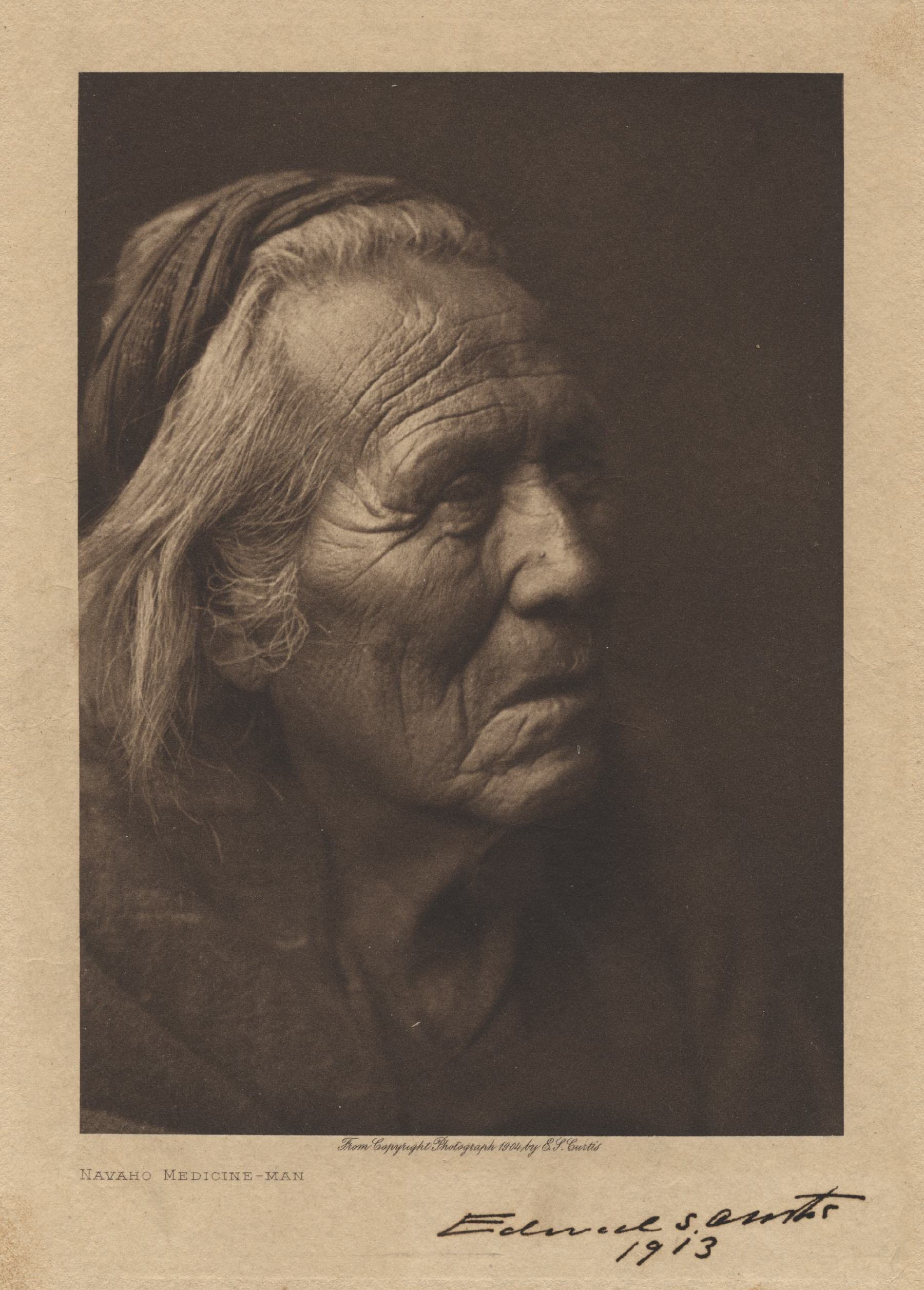
Знахарь из племени навахо, около 1904
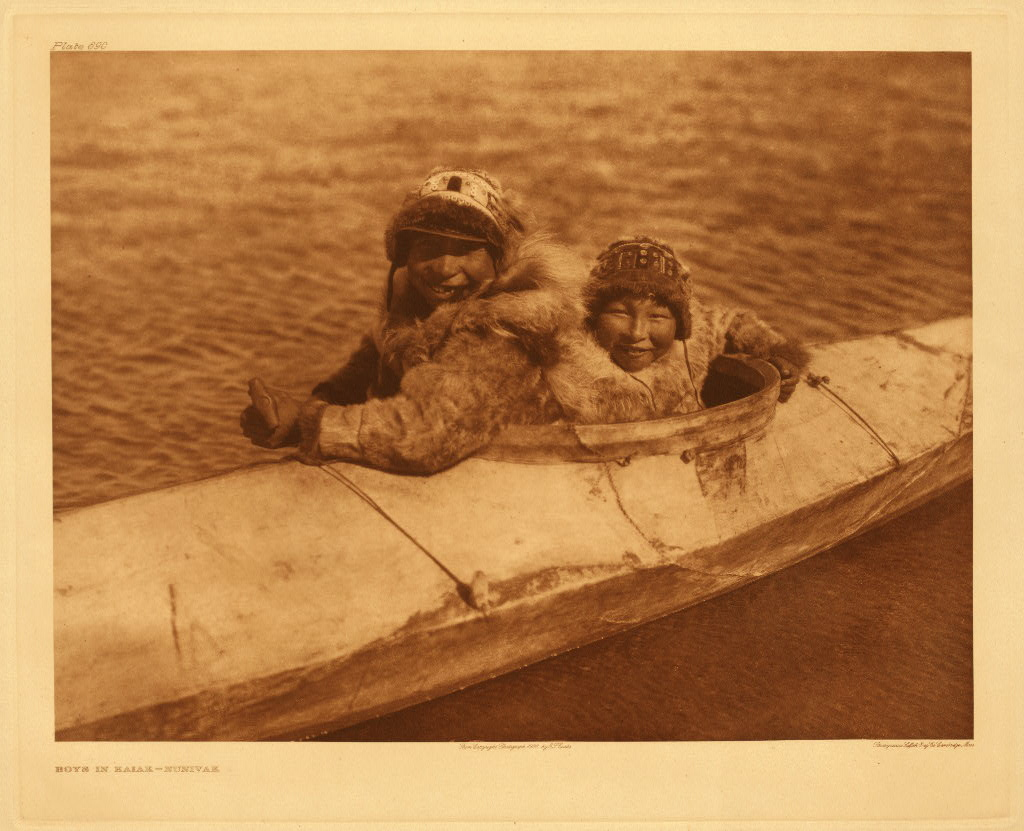
Юноши в каяке, Нунивак, 1930
- In the Land of the Head Hunters (1914)